# Justin Frankel
Justin Frankel (Sedona, 1978) is een Amerikaans programmeur die vooral bekend is vanwege zijn samenwerking met Tom Pepper voor de uitvinding van het Gnutella-peer-to-peer-systeem en zijn werk aan Winamp. Hij heeft samen met Pepper het bedrijf Nullsoft opgericht. Nadat dit in mei 1999 was overgenomen door AOL hebben ze Gnutella ontwikkeld. Frankel is ook de oprichter van Cockos Incorporated, een bedrijf dat software maakt voor muziekproductie en -ontwikkeling, zoals REAPER en NINJAM.